# Esgos (parroquia)
Esgos (llamada oficialmente Santa Olaia de Esgos) es una parroquia del municipio español de Esgos, en la provincia de Orense, Galicia.

## Toponimia
La parroquia también es conocida por el nombre de Santa Eulalia de Esgos.

## Organización territorial
La parroquia está formada por ocho entidades de población:

### Entidad de población
Entidad de población que forma parte de la parroquia:
- A Lama
- Alto do Couso
- A Parrocha
- Feirobal
- Guimarás
- O Regueiro
- Soutelo

### Despoblado
Despoblado que forma parte de la parroquia:
- A Quinta

## Demografía
| Gráfica de evolución demográfica de Esgos entre 2000 y 2022 |
|                                                             |
| Datos según el nomenclátor publicado por el INE.            |